# 游国恩
游国恩（1899年—1978年6月23日），字泽承，男，江西临川人，中华人民共和国学者，楚辞研究专家，九三学社中央委员会委员，第三、四、五届全国政协委员。

## 生平
1920年考入北京大学预科班。两年后升入本科中文系，学习古典文学。1926年毕业后，曾在江西省立第四中学、临川中学、第一女子中学、第一中学任教。1929年后，在国立武汉大学、山东大学、华中大学、西南联大、北京大学等地任教。1933年7月，羅常培在青島記錄了游國恩的臨川話發音，後來成爲羅著《臨川音系》主要發音材料之一。1949年7月参加第一次全国文代会。次年入华北革命大学政治研究院学习。1951年加入九三学社。后历任北京大学中文系副主任、中国科学院文学研究所学术委员、全国政协委员、九三学社中央委员等职。1956年被评为一级教授。著有《楚辞概论》《楚辞长编》《屈原》《先秦文学》《读骚论微初集》《楚辞论文集》等，主编《中国文学史》（4册）。此外，游國恩擅長舊體詩創作，然作品多有散佚，其女游寶諒將部分現存遺作收錄於《游國恩文史叢談》一書中。